# خسوس مونوز (بازیکن فوتبال)
خسوس مونوز (انگلیسی: Jesús Muñoz؛ زادهٔ ۱ ژانویهٔ ۱۹۷۶) بازیکن فوتبال اهل اسپانیا است.
از باشگاه‌هایی که در آن بازی کرده‌است می‌توان به باشگاه فوتبال اتلتیکو مادرید، باشگاه فوتبال رئال ساراگوسا، باشگاه فوتبال آلباسته بالومپیه، و باشگاه فوتبال دپورتیوو لاکرونیا اشاره کرد.